# Twarze (album Milczenia Owiec)
Twarze – debiutancki album studyjny polskiej grupy muzycznej Milczenie Owiec.

## Lista utworów
| Nr  | Tytuł utworu            | Długość |
| --- | ----------------------- | ------- |
| 1.  | „Input”                 | 1:13    |
| 2.  | „Cień”                  | 3:37    |
| 3.  | „Cisza”                 | 3:07    |
| 4.  | „Wyrok”                 | 3:33    |
| 5.  | „Węże”                  | 3:35    |
| 6.  | „Dreszcz”               | 3:19    |
| 7.  | „Niesmak”               | 3:32    |
| 8.  | „Bezsilność”            | 3:50    |
| 9.  | „Oni”                   | 2:51    |
| 10. | „Zew”                   | 3:23    |
| 11. | „Frozen”                | 3:52    |
| 12. | „Ego”                   | 3:00    |
| 13. | „Części”                | 3:37    |
| 14. | „Donikąd”               | 3:54    |
| 15. | „Output”                | 1:13    |
| 16. | „Cień (reMIX by I_W_O)” | 5:07    |
|     |                         | 52:43   |

## Twórcy
- Tomasz Cybula – gitara basowa
- Radek Gieremek – perkusja
- Marcin Gdaniec – gitara
- Mateusz Sieńko – gitara
- Ola Wysocka – śpiew
- Szymon Sieńko – miksowanie, mastering, produkcja